# Menna Walid
Menna Walid (* 24. Februar 2004 in Alexandria) ist eine ägyptische Squashspielerin.

## Karriere
Menna Walid spielt seit 2019 auf der PSA World Tour und gewann auf dieser bislang vier Titel. Nachdem sie zunächst lediglich Turniere in Ägypten bestritten hatte, begann sie ab Ende 2022 auch international anzutreten. Ihre ersten Erfolge gelangen ihr schließlich in der Saison 2023/24. Im September 2023 gewann sie nacheinander die Turniere in Johannesburg und Windhoek und ließ kurz darauf im Dezember ihren dritten Titelgewinn in Madinat asch-Schaich Zayid folgen. Im Februar 2024 setzte sie sich im Finale des Turniers in Washington, D.C. gegen Alina Buschma durch. In der Weltrangliste erreichte sie ihre beste Platzierung mit Rang 65 am 15. April 2024.
Im November 2022 gehörte Walid zur ägyptischen Mannschaft, die den Titel bei den Mannschafts-Afrikameisterschaften gewann.

## Erfolge
- Afrikameisterin mit der Mannschaft: 2022
- Gewonnene PSA-Titel: 4